# Transport passiu

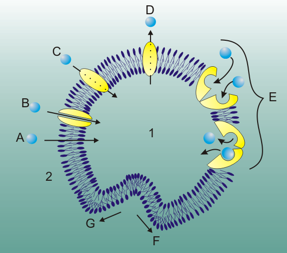
Algunes de les possibilitat de moviment de molècules entre citoplasma (1) i l'espai extracel·lular (2).
Transport passiu:
- A. Difusió
- B. Difusió facilitada
Transport actiu:
D. Transport primari (contra gradient)
C.-E. Transport secundari:
- C. Uniport
- E. Simport
Exocitosi/Endocitosi:
F.-G. Exocitosi

El transport passiu és una modalitat de moviment de substàncies químiques a través de membranes biològiques mitjançant la difusió simple (molècules polars petites, molècules apolars, substàncies lipídiques, triglicèrids…) o la difusió facilitada (monosàcarids i aminoàcids). A diferència del transport actiu, aquest procés no requereix l'alliberament d'energia química (hidròlisi d'ATP) car, a diferència del transport actiu, redueix l'energia lliure i augmenta l'entropia del sistema. El transport passiu depèn de la permeabilitat de la membrana cel·lular, que, al seu torn, depèn de la seva composició lipídica i proteínica. Els quatre tipus principals de transport passiu són la difusió, la difusió facilitada, la filtració i l'osmosi.

## Difusió simple

Difusió passiva sobre una membrana cel·lular.

### A través de bicapa lipídica
Les molècules que entren a través de la bicapa lipídica acostumen a ser petites i presenten apolaritat. Cal destacar una sèrie de substàncies que entren a través de la bicapa: molècules polars petites, molècules apolars, substàncies lipídiques i triglicèrids.

### A través de canals iònics
Les proteïnes intríseques totals (transmembranoses) o també conegudes com a proteïnes de canal formen un forat pel qual els ions entren i surten de la cèl·lula. Exemples: Na+, K+, Cl-, Mg2+.

## Difusió facilitada
Es tracta d'un dels mètodes de transport passiu pels quals la cèl·lula fa entrar substàncies sense la necessitat d'alliberar energia. Les permeases (proteïnes) s'encarreguen de localitzar les molècules, identificar-les, ajuntar-se amb elles i permetre l'entrada al medi intern cel·lular. Les substàncies que entren per transport passiu i difusió facilitada són: monosacàrids (glucosa i galactosa normalment) i aminoàcids.